# Axel Ivers
Axel Ivers (* 6. Juni 1902 in Danzig, Deutsches Reich; † 23. Oktober 1964 in Wiesbaden) war ein deutscher Schauspieler, Theaterregisseur, Hörspielsprecher, Bühnenautor und Übersetzer.

## Leben und Wirken
Ivers besuchte während des Ersten Weltkriegs das humanistische Gymnasium in Stettin und erhielt dort, unter L. Knauth, zwischen 1917 und 1920 seine Schauspielausbildung. Von 1919, als er mit der Rolle des Bob in Frank Wedekinds Die Büchse der Pandora sein Debüt gab, bis 1923 war Ivers am Stettiner Stadttheater engagiert. Anschließend, von 1924 bis 1928, gehörte er vier Spielzeiten lang dem Stadttheater in Wuppertal an, und danach für weitere vier Spielzeiten der entsprechenden Bühne in Bonn. 1932 holte man den gebürtigen Danziger nach Wiesbaden, um am dortigen Staatstheater nicht nur aufzutreten, sondern erstmals auch Regie zu führen. Der hessischen Landeshauptstadt blieb Axel Ivers dem Rest seines Lebens verbunden. Hier machte er sich nach dem Zweiten Weltkrieg vor allem einen Namen mit Inszenierungen von Werken Gerhart Hauptmanns, darunter Die Ratten (1949), Hanneles Himmelfahrt (1951) und Rose Bernd (1952); Ivers führte aber auch bei anderen Klassikern der Weltliteratur Regie, so etwa bei Somerset Maughams Die heilige Flamme oder bei Gotthold Ephraim Lessings Nathan der Weise.
Als Bühnenschriftsteller verfasste Ivers vorwiegend anspruchslos-heiteres: Seiner Feder entsprangen unter anderem die Stücke Bob macht sich gesund (UA: Wiesbaden 1933), Konsul Michael (UA: Breslau 1934), Spiel an Bord (UA: Bremen 1935; verfilmt unter demselben Titel 1936), Held seiner Träume (UA: Dresden 1936), Parkstraße 13 (UA: Bremen 1937), Der gute Geist des Hauses (UA: Wiesbaden 1939), Zwei im Busch (UA: Frankfurt am Main 1941), Der Fälscher (UA: Posen 1942), Herz der Dame (UA: Wiesbaden 1946) und Der König von Uganda (UA: Trier 1953). Als Übersetzer trat Axel Ivers nach dem Krieg erstmals bei J. C. Holms und George Abbotts Drei Mann auf einem Pferd in Erscheinung und brachte diese Komödie 1947 am Berliner Schloßparktheater zur deutschen Erstaufführung. Weitere Stücke-Übersetzungen folgten mit McEnroes Die Silberflöte, Huizingas Fragen Sie meine Frau und Giaminis Bambino.
Auch bei Hörfunk und Film war Ivers tätig; seine erste Rundfunksendung nahm er 1929 auf. Seine Werke Spiel an Bord und Parkstraße 13 wurden in den 1930er bzw. 1960er Jahren verfilmt. Zu Roger von Normans Inszenierung Spiel im Sommerwind verfasste Axel Ivers 1938 das Drehbuch. Als Schauspieler vor Film- und Fernsehkameras trat er erst nach dem Zweiten Weltkrieg in Erscheinung. Seine dort gespielten Rollen waren wenig erwähnenswert. Meist verkörperte Ivers ranghohe Honoratioren und Akademiker, etwa einen Staatsanwalt (in dem Krimi Mordprozeß Dr. Jordan), den Dr. Stockmann in einer Umsetzung von Henrik Ibsens Ein Volksfeind, einen Senator in einer Fernsehadaption von Jean-Paul Sartres Die respektvolle Dirne und einen Medizinalrat in einer Umsetzung von Peter Adlers Der Frieden unserer Stadt.

## Filmografie
Als Schauspieler, wenn nicht anders angegeben
- 1938: Spiel im Sommerwind (auch Drehbuch)
- 1949: Mordprozeß Dr. Jordan
- 1952: Meine Frau macht Dummheiten
- 1955: Der Hund von Baskerville
- 1955: Held in unserer Zeit
- 1955: Ein Volksfeind
- 1956: Die respektvolle Dirne
- 1960: Der Frieden unserer Stadt
- 1962: Parkstraße 13 (nur Drehbuch)

## Hörspiele (Auswahl)
Autor:
- 1948: Parkstraße 13 (Hörspielbearbeitung, Kriminalhörspiel) – Regie: Paul Land

Übersetzer aus dem Englischen:
- 1946: John Cecil Holm, George Abbott: Drei Mann auf einem Pferd – Regie: Helmut Brennicke

Übersetzer aus dem Niederländischen:
- 1953: Leonhard Huizinga: Fragen Sie meine Frau – Regie: Wilhelm Semmelroth

Bearbeitung (Wort):
- 1981: John Cecil Holm, George Abbott: Drei Mann auf einem Pferd – Regie: Anke Beckert

Sprecher:
- 1956: Karl Ude: Die Pferde auf Elsenhöhe – Regie: Theodor Steiner
- 1956: Harald Bratt: Der Gott der Wälder – Regie: Fränze Roloff
- 1956: Lutz Neuhaus: Ein weiter Weg – Regie: Walter Knaus
- 1961: Albert Camus: Der Fremde – Bearbeitung und Regie: Rolf Hädrich